# Szimonetta Szekér
Szimonetta Timea Szekér (ur. 2000) – węgierska zapaśniczka walcząca w stylu wolnym. Zajęła siedemnaste miejsce na mistrzostwach świata w 2022.
Dziesiąta na mistrzostwach Europy w 2022. Druga na ME U-23 w 2022. Druga na ME kadetów w 2015 i trzecia w 2016 i 2017 roku.